# SN 2011hl
SN 2011hl – supernowa typu Ia odkryta 26 września 2011 roku w galaktyce A000155+0652. W momencie odkrycia miała maksymalną jasność 19,40m.